# Vincenzo Buronzo
Vincenzo Buronzo (Moncalvo, 13 novembre 1884 – Moncalvo, 7 novembre 1976) è stato un letterato e politico italiano.

## Biografia
Figlio di un noto artigiano di Moncalvo, gran maestro nella costruzione di carri del Monferrato, compie gli studi elementari nella sua città per poi proseguirli a Torino, dove frequenta il liceo classico Cavour, e nelle università di Pavia, Firenze e Bologna. Consegue la laurea con Giovanni Pascoli relatore della sua tesi e subito dopo ottiene un posto di insegnante di lettere presso l'istituto commerciale Quintino Sella di Torino, di cui è stato anche direttore.
Raggiunge il grado di Tenente colonnello di fanteria durante la prima guerra mondiale, da cui torna decorato di una medaglia d'argento al valor militare.
nel 1921 inizia l'attività politica come presidente del consiglio provinciale di Alessandria.
Alle elezioni del 1924 è eletto deputato nel Listone fascista ed è successivamente nominato podestà di Moncalvo e Asti. In quest'ultima città promuove la costituzione del Centro Nazionale di studi alfieriani, la ripresa dell'antica tradizione del palio e il distacco dell'attuale provincia astigiana da quella di Alessandria (Regio decreto 1º aprile 1935 n. 297). Si occupa attivamente anche del settore dell'artigianato, che è poi quello della sua famiglia, promuovendo la costituzione della Federazione artigiana autonoma e di un centro internazionale del settore in sinergia con organizzazioni del settore francesi.
Nel 1926 è brevemente ispettore nazionale della neo costituita  Opera Nazionale Balilla.
Nel 1933 viene nominato presidente dell'Ente Nazionale Artigianato e Piccole Industrie. Di questo settore, come di quello più generale delle professioni, si fa portavoce dai banchi del Parlamento, riconfermato nel 1929 e 1934, e consigliere nazionale nel 1939 della Camera dei Fasci e delle Corporazioni, per la Corporazione delle professioni e delle arti.
Nominato dal re senatore del Regno nel 1943, pochi mesi prima della caduta del fascismo, l'Alta Corte di Giustizia per le Sanzioni contro il Fascismo lo dichiara decaduto dalla carica con sentenza del 28 dicembre 1944. 
Il procedimento di epurazione non gli toglie tuttavia la cattedra di professore ordinario di Letteratura italiana all'Accademia albertina di belle arti di Torino, dalla quale comunque si ritira di li a poco per ragioni di età e di salute.
Ritiratosi a vita privata a Moncalvo, dove muore nel 1976 a 92 anni, dedicando il resto della sua vita agli studi letterari e alla promozione culturale e turistica della sua città.

## Opere
Vincenzo Buronzo è stato uno scrittore e un poeta di grande talento e un bibliofilo appassionato. Come insegnante si è molto dedicato alle opere per l'infanzia e la gioventù; ha scritto per il Corriere dei piccoli, per Il giornalino della Domenica e per La Domenica dei Fanciulli, le cui poesie ha poi raccolto nel volume Canti innocenti. Ha fondato e diretto La Primavera Italica, Rassegna d'Arte e di Vita Innocente per i fanciulli della Nuova Italia.

### Volumi
- Meditazioni umane. Tip. moderna Conti & Gandolfi, 1910
- Introduzione allo studio del "Dolce Stil Novo Dantesco". Tip. Moderna Conti & Gandolfi, 1910
- La principessa vestita di foglie: Poema drammatico infantile in quattro atti. G. B. Paravia e C., 1912
- Leggenda italica e deum exquisivi. C. Pasta, 1913
- Studi sul Leopardi minore. C. Pasta, 1913
- Canti innocenti. G. B. Paravia e C., 1914
- L' artigianato e l'insegnamento professionale : Discorso pronunciato alla camera dei Deputati nella Seduta del 28 Maggio 1929, VII in Sede di discussione del bilancio della pubblica istruzione. Unione Arti Grafiche Abruzzesi, 1929
- Quattro anni di organizzazione artigiana : Resoconto stenografico del discorso pronunciato alla camera dei Deputati nella tornata 1 Maggio 1931. Casa Editrice Pinciana, 1931
- Relazione presentata dal podestà Vincenzo Buronzo per compiuto quinquennio: 1929-1933. Comune di Asti , 1933
- La lupa urla. Tip. F. Canella, 1939
- Sera d'autunno in Monferrato. Tip. F. Canella, 1939
- Poemetti artigiani. Tip. F. Canella, 1939
- L' ultimo volo del maresciallo: canzone di guerra. Casella, 1941
- La canzone di Sandrino. A. Mondadori, 1942
- Tre discorsi: Primo sguardo dall'alto, Sulla strada maestra, Tradizione e attualità. s.n., 1954
- Canto alla Madonna. Aleramica, stampa 1955
- Il flauto di canna. Edizioni Schwarz, 1956
- Artigianato e civiltà meccanica. Nuova grafica romana, 1959
- Al me paìs: canti monferrini con traduzione a fronte. Ed. d'arte rassegna, 1962
- Il vino e l'ispirazione artistica : relazione al 2. Convegno nazionale Am ici del Vino, Firenze, Siena, 2-3 giugno 1962. Tip. S. Giuseppe, 1962
- L' apostolico pellegrino : poemetto. Convivio letterario, stampa 1964
- La leggenda dell'Asti spumante : il fiore di spuma. Consorzio per la difesa dell'Asti spumante, Asti 1964
- La vigna di Eliar : leggenda mitologica. Edizioni d'Arte Rassegna, 1971
- Al Litaniji di Giòbia : storie in dialetto monferrino. Ed. d'arte rassegna, 1977

### Articoli
- Una grande riforma sociale. Aspetti morali di uno storico documento, in Nuova Antologia : rivista di lettere, scienze ed arti.
- L' ultimo volo del maresciallo, in  Meridiano di Roma: l'Italia letteraria, artistica, scientifica